# Бун (округ, Арканзас)
Шаблон:StateAbbr_ 36°18′22″ пн. ш. 93°05′38″ зх. д. / 36.306111111111° пн. ш. 93.093888888889° зх. д.
Округ Бун (англ. Boone County) — округ (графство) у штаті Арканзас. Ідентифікатор округу 05009.

## Історія
Округ утворений 1869 року.

## Демографія
За даними перепису 
2000 року 
загальне населення округу становило 33948 осіб, зокрема міського населення було 12923, а сільського — 21025.
Серед мешканців округу чоловіків було 16371, а жінок — 17577. В окрузі було 13851 домогосподарство, 9859 родин, які мешкали в 15426 будинках.
Середній розмір родини становив 2,88.
Віковий розподіл населення поданий у таблиці:
| Стать    | До 15 років | 15-21 | 22-29 | 30-39 | 40-49 | 50-65 | 65-85 | Понад 85 |
| -------- | ----------- | ----- | ----- | ----- | ----- | ----- | ----- | -------- |
| Чоловіки | 3412        | 1596  | 1545  | 2275  | 2278  | 2890  | 2166  | 209      |
| Жінки    | 3245        | 1556  | 1559  | 2328  | 2441  | 3164  | 2763  | 521      |

## Суміжні округи
- Тейні, Міссурі — північ
- Меріон — схід
- Серсі — південний схід
- Ньютон — південь
- Керролл — захід

## Виноски
1. ↑  U.S. Decennial Census. United States Census Bureau. Архів оригіналу за 26 лютого 2013. Процитовано 25 серпня 2015.
2. ↑  Historical Census Browser. University of Virginia Library. Архів оригіналу за 11 серпня 2012. Процитовано 25 серпня 2015.
3. ↑  Forstall, Richard L., ред. (27 березня 1995). Population of Counties by Decennial Census: 1900 to 1990. United States Census Bureau. Архів оригіналу за 24 вересня 2015. Процитовано 25 серпня 2015.
4. ↑  Census 2000 PHC-T-4. Ranking Tables for Counties: 1990 and 2000 (PDF). United States Census Bureau. 2 квітня 2001. Архів оригіналу (PDF) за 18 грудня 2014. Процитовано 25 серпня 2015.
5. ↑  State & County QuickFacts. United States Census Bureau. Архів оригіналу за 7 липня 2011. Процитовано 19 травня 2014. [Архівовано 2011-08-06 у Wayback Machine.](англ.) Наведено за англійською вікіпедією.
6. ↑  American FactFinder. Бюро перепису населення США. Архів оригіналу за 26 лютого 2012. Процитовано 31 січня 2008. [Архівовано 2008-05-21 у Wayback Machine.]

| США | Це незавершена стаття з географії США. Ви можете допомогти проєкту, виправивши або дописавши її. |